# Elecciones generales de las Islas Feroe de 1914
Elecciones generales tuvieron lugar en el sur de las Islas Feroe el 2 de febrero de 1914. El Partido Unionista se mantuvo como el partido mayoritario en el Løgting, con 12 de los 20 escaños.

## Resultados
| Partido                   | Votos | %     | Escaños | +/– |
| ------------------------- | ----- | ----- | ------- | --- |
| Partido Unionista         | 699   | 52,79 | 12      | –1  |
| Partido del Autogobierno  | 625   | 47,21 | 8       | +1  |
| Total                     | 1 342 | 100   | 20      | 0   |
| Fuente: Election Passport |       |       |         |     |